# Tetramys ramicerebrus
Tetramys ramicerebrus är en djurart som tillhör fylumet slemmaskar, och som beskrevs av Jirô Iwata 1957. Tetramys ramicerebrus ingår i släktet Tetramys och familjen Hubrechtidae. Inga underarter finns listade i Catalogue of Life.